# Smile (canal de televisão)
Smile (anteriormente conhecido como Smile of a Child) foi uma rede de televisão cristã norte-americana de sinal aberto, pertencente e operada pela Trinity Broadcasting Network (TBN). Voltado para crianças de 2 a 12 anos, oferecia uma programação que combinava conteúdos religiosos infantis e orientados para a família. A rede foi criada como uma extensão televisiva do ministério Smile of a Child, fundado por Jan Crouch, cofundadora da TBN.
Smile esteve disponível em provedores de televisão por assinatura, onde geralmente era transmitida em conjunto com outras redes da TBN, estando disponível também por satélite e plataformas de streaming em diversas partes do mundo.
A TBN, rede-mãe do Smile, também transmitia um bloco de programação infantil intitulado "Smile" nas manhãs de sábado.
O canal encerrou suas atividades em 12 de janeiro de 2025.